# Lakha Lama
TD (Thupten Dorjee) Lakha Lama, aussi appelé Bha Lakha Trulku, (né au Tibet en 1942) est un tulkou, lama gelugpa et un homme politique tibétain.

## Biographie

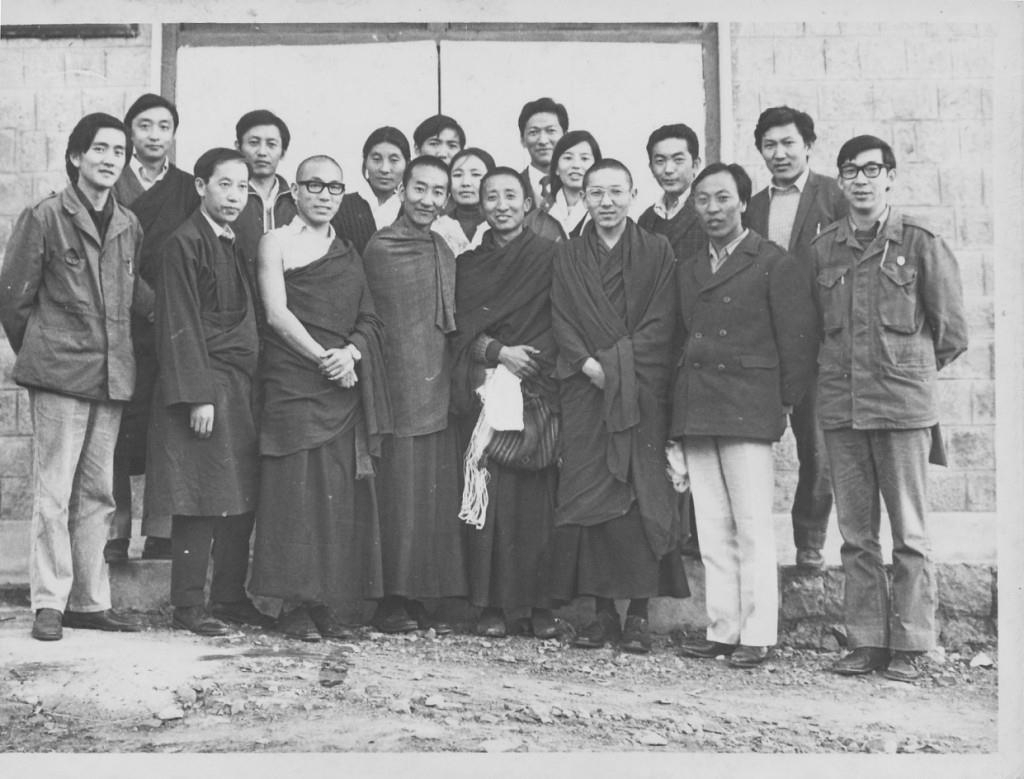
Les fondateurs du Tibetan Youth Congress Tenzin Geyche Tethong, Tenzin Namgyal Tethong, Lodi Gyari Rinpoché et Sonam Topgyal, avec des parlementaires de l'Assemblée tibétaine, dont Lakha Lama, vers 1973 en Inde.

À l'âge de 5 ans, il a été reconnu comme un lama réincarné de Batang, à la tête d'une congrégation de 100 000 personnes.
En 1949, Lakha Lama a fui à l'arrivée des soldats chinois avançant lors de leur entrée au Tibet. Il s'est rendu à Lhassa où il passé les 10 prochaines années à étudier à l'université du monastère de Drépoung ayant le même maître enseignant que le 14e dalaï-lama : l'abbé Pema Gyaltsen Rinpoché.
En 1959, il a dû fuir le Tibet pour se rendre en Inde. De 1972 à 1979, il fut député du Parlement tibétain en exil  basé à Dharamsala, où il représente la région du Kham. En 1976, il est venu au Danemark où il a obtenu la citoyenneté danoise comme il le mentionne sur son compte facebook.
Lakha Lama est engagée dans divers projets culturels et humanitaires, en tant que président de l'organisation d'aide humanitaire Tibet Charity. Il est le chef spirituel de Phendeling Center for tibétain Bouddhisme.
Il est marié à Pia Kryger Lakha, avec qui il a eu deux enfants et deux petits-enfants.